# Penedo dos Tres Reinos
El Peñedo de los Tres Reinos (en gallego; en portugués: Penedo dos Três Reinos; o Frágua dos Três Reinos) es un pico de 1.025 metros de altitud, integrado en el sistema montañoso de la sierra de Marabón, en la frontera entre los tres antiguos reinos medievales de Portugal, León, y Galicia, de ahí su nombre.
El Peñedo se sitúa en la frontera entre la freguesia de Moimenta, en el municipio de Vinhais (Portugal), el concello de La Mezquita, en la provincia de Orense (Galicia) y el municipio de Hermisende, en la provincia de Zamora (en la comunidad autónoma de Castilla y León).